# D901 (Somme)
De D901 is een departementale weg in het Noord-Franse departement Somme. De weg loopt van Beauvais naar de grens met Oise naar Abbeville. In Oise loopt de weg verder als D901 richting Beauvais.

## Geschiedenis
Oorspronkelijk was de D901 onderdeel van de N1. In 1973 werd de N1 verlegd over een oostelijker tracé (de huidige D1001 via Amiens) en de westelijke route overgedragen aan het departement Somme. De weg kreeg toen het nieuwe nummer D901.